# 우리와리촌
우리와리촌(일본어: 瓜破村)은 일본 오사카부 나카카와치군에 있던 촌이다. 현재의 오사카시 히라노구 나가요시 각 정에 해당한다.

## 역사
- 1889년 4월 1일 - 정촌제 시행에 의해 단보쿠군  우리와리촌이 성립하였다.
- 1896년 4월 1일 - 군 통합에 의해 나카카와치군이 성립하였다.
- 1955년 4월 3일 -  오사카시에 편입해 히가시스미요시구의 일부가 되어, 동일 우리와리촌은 폐지되었다
- 1974년 7월 22일 - 분구로 인해 구촌 지역이 히라노구의 일부가 되었다.

## 교통

### 철도
현재는 구촌역에 오사카 메트로 다니마치선의 기레우리와리역이 소재하고 있지만, 당시는 미개업

### 도로
현재는 구촌역을 한신고속 13호 히가시오사카선이 통과하지만, 당시는 미개통

## 참고문헌
- 角川日本地名大辞典 27 大阪府
- 谷川彰英『47都道府県・地名由来百科』丸善出版、2015年。ISBN 978-4-621-08761-9。